# Райзер, Давид Яковлевич
Давид Яковлевич Райзер (1904—1962) — советский государственный и хозяйственный деятель. Кандидат в члены ЦК КПСС (1952—1961).

## Биография
Родился 30 декабря 1903 (12 января 1904 год)а в м. Каховка Таврической губернии в семье часового мастера. Еврей.
В 1927 году окончил Одесский политехнический институт по специальности инженер—строитель.
- 1921—1922 — заведующий столом личного состава Херсонской губернской продовольственной комиссии и статистик Херсонского губернского статистического бюро.
- 1922—1923 — студент Крымского университета.
- май—сентябрь 1923 — техник Севастопольской электростанции.
- 1923—1927 — студент Одесского политехнического института, с октября 1924 года на вечернем отделении: техник Одесского трамвайного депо.
- 1927—1928 — инженер—проектировщик Одесского окружного коммунального отдела.
- 1928—1932 — на Мариупольском заводе «Югосталь»: инженер, производитель работ, заместитель начальника строительного отдела, помощник главного инженера по промышленному строительству.
- 1932—1934 — на ММК: старший инженер доменного цеха, строитель мартеновского цеха, начальник строительства мартеновского цеха, Магнитогорск.
- 1934—1936 — главный инженер Дзержинскстроя, Дзержинск.
- 1936—1937 — начальник Управления капитального строительства и заместитель начальника Главного управления тяжёлой промышленности наркомата тяжёлой промышленности СССР.
- 1937—1939 — заместитель начальника 2-го Главного управления наркомата оборонной промышленности СССР по капитальному строительству.
- 1939—1940 — начальник сектора капитального строительства, начальник Главного управления капитального строительства наркомата судостроительной промышленности СССР.
- 1940—1946 — заместитель наркома чёрной металлургии СССР по капитальному строительству — начальник Главного управления по капитальному строительству.
- 1946—1950 — заместитель наркома (министра) строительства предприятий тяжёлой индустрии СССР.
- 1950—1953 — министр строительства предприятий тяжёлой индустрии СССР.
- 1953—1954 — первый заместитель министра строительства СССР.
- 1954—1957 — министр строительства предприятий металлургической и химической промышленности СССР.
- 1957—1958 — министр строительства Казахской ССР.
- С февраля 1958 года персональный пенсионер союзного значения.

Умер в Москве 24 декабря 1962 года. Похоронен на Новодевичьем кладбище.

## Семья
- Жена — педагог Полина Моисеевна Райзер (урождённая Волынская, 1904—1994), сестра учёного-медика, кардиолога, главного терапевта Министерства обороны СССР по военно-морскому флоту, генерал-майора медицинской службы, профессора Зиновия Моисеевича Волынского (1897—1967), автора трудов по военно-полевой терапии.[2]

Сыновья:
- - Михаил Давидович Райзер (1929—1993) — физик, доктор физико-математических наук, старший научный сотрудник Физического института АН СССР, автор монографии «Физика плазмы и магнитная гидродинамика» (1961); впервые реализовал сверхмощную генерацию СВЧ излучения на сильноточном релятивистском пучке (1973).[3]
  - Владимир Давидович Райзер — инженер-строитель, известный своими работами в области прикладной механики, доктор технических наук, профессор, старший научный сотрудник и заместитель директора Центрального научно-исследовательского и проектно-экспериментального института комплексных проблем строительных конструкций и сооружений им. В. А. Кучеренко, автор монографий «Нелинейные задачи расчёта оболочек покрытий» (1976), «Методы теории надёжности в задачах нормирования расчётных параметров строительных конструкций» (1986), «Балки, плиты и оболочки на стохастическом упругоползучем основании» (1990), «Расчёт и нормирование надёжности строительных конструкций» (1995), «Теория надёжности в строительном проектировании» (1998), «Теория надёжности сооружений» (2010); заслуженный деятель науки Российской Федерации (1996). Живёт в Сан-Диего.
- Племянник — доктор медицинских наук, профессор Аркадий Нисонович Либерман, автор трудов в области военно-полевой медицины, лучевой болезни, токсикологии.

## Награды
- четыре ордена Ленина (в том числе 25.01.1954):
  - 15.01.1943 — за «образцовое выполнение заданий Государственного комитета обороны по строительству и вводу в действие новых мощностей на Магнитогорском металлургическом комбинате имени Сталина»[4]
- орден Трудового Красного Знамени
- медали